# 北海道道537号旭士別線
北海道道537号旭士別線（ほっかいどうどう537ごう あさひしべつせん）は、北海道名寄市と士別市を結ぶ一般道道（北海道道）である。

## 概要

### 路線データ
- 起点：北海道名寄市風連町旭（北海道道206号下川風連線交点）
- 終点：北海道士別市東5条7丁目（北海道道61号士別滝の上線交点）
- 路線延長：16.4 km（総延長）

## 歴史
- 1966年（昭和41年）3月31日 - 路線認定[1]。

## 地理

### 通過する自治体
- 上川総合振興局
  - 名寄市
  - 士別市

### 交差する道路
名寄市
- 北海道道206号下川風連線 - 風連町旭（起点）
- 北海道道538号旭名寄線 - 風連町旭

士別市
- 北海道道888号東陽多寄線 - 多寄町東陽
- 北海道道925号武徳下士別線 - 武徳町
- 北海道道61号士別滝の上線 - 東5条7丁目（終点）

### 沿線にある施設など
士別市
- つくも水郷公園 - 東7条北9丁目
- 北海道士別翔雲高等学校 - 東6条北6丁目
- 士別市立士別小学校 - 東3条北3丁目
- 士別市役所 - 東6条4丁目1
- 士別警察署 - 東5条5丁目